# Landover (Metro de Washington)
Landover es una estación en la línea Naranja del Metro de Washington, administrada por la Autoridad de Tránsito del Área Metropolitana de Washington. La estación se encuentra localizada en 3000 Pennsy Drive en Landover, Maryland. La estación Landover fue inaugurada el 20 de noviembre de 1978.

## Descripción
La estación Landover cuenta con 1 plataforma central. La estación también cuenta con 1,866 de espacios de aparcamiento, 26 espacios para bicicletas y con 8 casilleros.

## Conexiones
La estación es abastecida por las siguientes conexiones de autobuses: 
- Rutas del MetroBus